# 瓦塞勒
瓦塞勒（法語：Oissel，法語發音：[wasɛl]）是法国滨海塞纳省的一个市镇，属于鲁昂区。

## 地理
瓦塞勒（49°20'31"N, 1°5'29"E）面积22.19 平方千米，位于法国诺曼底大区滨海塞纳省，该省份为法国北部沿海省份，其西部及北部濒大西洋英吉利海峡，东起顺时针与索姆省、瓦兹省、厄尔省和卡爾瓦多斯省接壤。
与瓦塞勒接壤的市镇（或旧市镇、城区）包括：克莱翁、古伊、大库罗讷、奥里瓦勒、小库罗讷、圣艾蒂安迪鲁夫赖、图维尔拉里维耶尔。

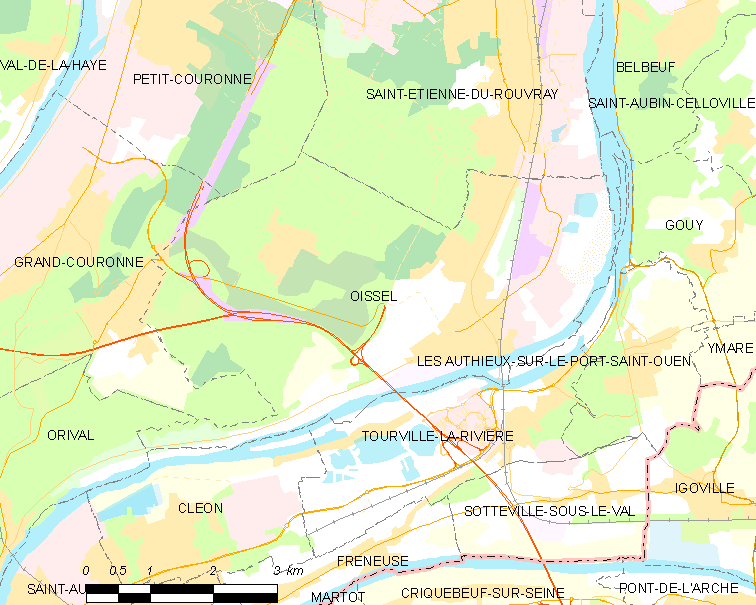
瓦塞勒的OSM定位图

瓦塞勒的时区为UTC+01:00、UTC+02:00（夏令时）。

## 行政
瓦塞勒的邮政编码为76350，INSEE市镇编码为76484。

## 政治
瓦塞勒所属的省级选区为圣艾蒂安迪鲁夫赖县。

## 人口

1962-2008年间瓦塞勒人口变化图示

瓦塞勒于2022年1月1日时的人口数量为12287人。